# Toni Lewis
Toni Lewis é uma atriz mais conhecida por interpretar Terri Stivers em Homicide: Life on the Street. O papel a levou a receber uma indicação ao prêmio NAACP Image Award de Melhor Atriz Coadjuvante em Série Dramatica . Ela também é conhecida por interpretar Valerie Murphy em As The World Turns.
Ela é casada com Chris Tergesen, irmão de Lee Tergesen, que jogou Diretor Chris Thormann em Homicide: Life on the Street.
Ela participou da série House MD em 2006.

## Ligações Externas
- Toni Lewis at the Internet Movie Database